# Сніжний Віталій Сергійович
Віталій Сергійович Сніжний (до 1930 — Микола Микитович Курочка; 7 травня 1898, Сніжне, Донецька область, Україна — 8 грудня 1937, Ленінградська область) — український поет, письменник, журналіст доби Розстріляного відродження. Жертва сталінського терору.

## Життєпис
Народився в сільці Сніжне Новопавлівської волості Області Війська Донського у багатодітній селянській родині. Батько — Микита Юхимович Курочка, мати — Єфросинія Михайлівна Курочка, старша сестра — Катерина, молодші сестри — Марія та Олександра. У 1900—1901 роках разом з батьками переселився на Зелений Клин. Дитинство провів у селі Петропавлівка Іванівського повіту Амурської області. За спогадами Олександри, ніколи не тяжів до селянської праці та прагнув отримати якісну освіту.
Навчався в Благовіщенському педагогічному технікумі, закінчивши який, з 1915 року працював учителем в одному з сіл Амурської області. Збереглися 10 його листів того періоду, у яких він непокоїться, щоб молодші сестри отримали освіту та описує важкий побут сільських учителів.
У 1916 році вступив в Хабаровський учительський інститут. У 1919 продовжив освіту у педагогічному інституті в Ленінграді, який закінчив 1924 року, здобувши вищу педагогічну освіту.
У 1926 році повернувся до України, в Київ. Влаштуватися на постійну роботу не зміг, тому підробляв даючи уроки.
Незадовго перед арештом переїхав до міста Городня на Чернігівщині. Працював там викладачем української та російської літератури в педагогічному технікумі.

### Арешт і загибель
Був заарештований 23 червня 1935. У жовтні 1935 засуджений Військовим трибуналом Київського військового округу на 10 років як активний учасник контрреволюційної терористичної організації, яка готувала замах на керівництво компартії та уряду. Ув'язнення відбував на Соловках (Соловецький табір особливого призначення).
Після засудження Сніжного етапували через Бутирську в'язницю до Карагандинського виправно-трудового табору, куди він прибув 9 лютого 1936 року. Після цього (не пізніше жовтня 1936 року) його перевели до Соловецького табору — у 8-е відділення Біломорсько-Балтійського комбінату. У своєму листі від лютого 1937 року він писав, що останні надії будь-коли побачити рідних та близьких зникають. Відповідно до оперативних зведень, Сніжний охарактеризований як «таємнича, нещира людина, яку не можна вербувати, а слід оточити агентурою для виявлення зв'язків».
10 листопада 1937 Віталія Сніжного було засуджено до найвищої кари й розстріляно 8 грудня 1937 в Ленінградській області.
17 листопада 1959 Військова колегія Верховного суду СРСР визнала Віталія Сніжного та інших осіб, що «проходили у справі», невинними за відсутністю складу злочину. Відповідне рішення вийшло під грифом «таємно». Реабілітація у цій справі здійснена 11 вересня 1989 року на підставі висновку прокуратури Архангельської області. Смерть зареєстрована 5 жовтня 1989 року в Городнянському райвідділку ЗАГС Чернігівської області.

## Творчість

Віталій Сніжний

Вперше його вірші було опубліковано 1917 року в українській газеті Хабаровська «Хвиля України», під псевдонімом  Мик. Куріпочка.
Наприкінці 1920 — початку 1930 років Віталій Сніжний активно займався літературною діяльністю. Активно співпрацював з київською газетою «На зміну», крім того, публікував статті у низці українських газет того часу.
У 1930 році офіційно змінив ім'я на Сніжний (за місцем свого народження) Віталій Сергійович. Під цим прізвищем він публікував вірші та оповідання, вів науково-популярну роботу для дітей.
Автор книги «Машиніст Петрик» (1930), поеми «Китайчатко Тао» (1931), книги поезії «Стугонить країна» (1931), «Ракета» (1933).

## Вшанування пам'яті
Повна зміна імені та прізвища значно ускладнила пошук інформації про Віталія Сніжного. Перша інформація про нього у рідних з'явилася тільки у листопаді 2005 року. Станом на 2018 рік дослідження долі Миколи Микитовича Курочки (Віталія Сергійовича Сніжного) триває.
Архівна кримінальна справа зберігається у Державному архіві Служби безпеки України під № 51249-ФП. Архівна справа про перебування у таборі зберігається в архіві регіонального управління ФСБ РФ в Архангельській області під № П-15382.
Інформація щодо Віталія Сніжного також оприлюднена в книзі «Остання адреса: Розстріли соловецьких в'язнів з України у 1937—1938 роках» та в статті журналіста Сергія Шевченка у № 21 газети «Кіевскій телеграфЪ» за 2001 рік.